# Marcus Dahlin (handbollsspelare)
Marcus Dahlin, född 29 maj 1991, är en svensk handbollsspelare (högernia). Han är 2,04 meter lång och har spelat 15 landskamper (15 mål) för Sveriges landslag, åren 2013–2017.

## Karriär
I moderklubben Stenungsunds HK spelade Dahlin ihop med Max Darj, som är jämnårig. De bytte samtidigt klubb till Alingsås HK, 2009. Där fick Dahlin de första två åren spela i B-laget, tills han slog igenom hösten 2011. Därefter drabbades han av skador men fick debutera i A-landslaget i januari 2013. Sommaren 2013 gick han till TMS Ringsted i danska ligan. Han gjorde en säsong i Sverige säsongen 2015/2016 med IFK Kristianstad. Dahlin fick knappt någon speltid (ingen alls i SM-slutspelet) på grund av hård konkurrens på högerniopositionen med Andreas Cederholm och Albin Lagergren. Dahlin kunde ändå titulera sig svensk mästare 2016 och återvände därefter till den danska ligan. Han anlände där till Mors-Thy Håndbold, som han representerade de kommande fyra åren.

## Klubbar
- Stenungsunds HK (–2009)
- Alingsås HK (2009–2013)
- TMS Ringsted (2013–2014)
- ØIF Arendal (2014–2015)
- IFK Kristianstad (2015–2016)
- Mors-Thy Håndbold (2016–2020)
- Sønderjyske Håndbold (2020–2022)
- Ribe-Esbjerg HH (2022–2024)
- CS Minaur Baia Mare (2024–)

## Privatliv
Dahlin har ett särboförhållande med handbollsspelaren Madeleine Östlund.

## Meriter
- Svensk mästare 2016 med IFK Kristianstad